# Hermeskopf (Modenbachtal)
Der Hermeskopfg ist ein 581,3 Meter hoher Berg im Pfälzerwald.

## Geographie

### Lage
Der Hermeskopf befindet sich innerhalb des Mittleren Pfälzerwald. Die Ostflanke gehört zu Edesheim, die Südwestflanke zu Burrweiler und die Nordwestflanke zu Hainfeld; in allen drei Fällen handelt es sich um unbewohnte Waldexklaven; die Siedlungsgebiete aller drei Ortsgmeeinden liegen mehrere Kilometer weiter östlich innerhalb des Haardtrand. Nachstgelegener Nord ist das vier Kilometer südlich liegende Ramberg.
Entlang seiner Ostflanke entspringt der Modenbach, der das nach ihm benannte Tal durchfließt. Benachbarte Berge sind unter anderem der Waltersberg im Südosten, der Pfaffenkopf im Westen und der Küchenkopf im Osten.

### Naturräumliche Zuordnung
1. Großregion 1. Ordnung: Schichtstufenland beiderseits des Oberrheingrabens
2. Großregion 2. Ordnung: Pfälzisch-saarländisches Schichtstufenland
3. Großregion 3. Ordnung: Pfälzerwald
4. Region 4. Ordnung (Haupteinheit): Mittlerer Pfälzerwald
5. Region 5. Ordnung: innere Waldgebiete

## Chrakteristika
Beim Hermeskopf handlet es sich um einen Rückenberg. Er ist Teil eines ausgedehnten Höhenzuges, der sich von Nord nach Süd bis zum Orensberg erstreckt. Er ist vollständig bewaldet in Form von Buchen, Kiefern und Fichten.

## Tourismus
Der Berg ist markierten Waldwegen erreichbar; potentieller Ausgangspunkt für Wanderungen ist der Parkplatz beim Forsthaus Heldenstein an der Kreisstraße 6. Etnlang der nordflanke verlaufen der Europäische Fernwanderweg E8 und derFernwanderweg Franken-Hessen-Kurpfalz. Über die Ostflanke führt der Saar-Rhein-Weg.